# Димитровградский драматический театр имени А. Н. Островского
Димитровградский драматический театр имени А. Н. Островского — драматический театр в Димитровграде, основанный в 1943 году.
С мая 2018 года главным режиссёром театра является Илья Сергеевич Костинкин, с мая 2019 года он исполняет обязанности художественного руководителя.

## История театра

### Дореволюционный и советский период
Появлению театра в Мелекессе (название г. Димитровграда до 1972 года) способствовало строительство в 1908 году по инициативе посадской Думы во главе с К. Г. Марковым здания Народного дома с театром. Под «театром» понимали только сцену и зрительный зал, арендовавшиеся режиссёрами-любителями для постановок спектаклей, так как театральной труппы, ни любительской, ни профессиональной, в Мелекессе ещё не существовало. Репертуар, в большей части, состоял из пьес В. Шекспира и А. Н. Островского.
В 1920—30-е годы XX века в посаде Мелекессе довольно часто гастролировали театральные коллективы. Так, в 1927 году Самарский театр драмы открыл свой летний сезон спектаклем «Любовь Яровая» в Мелекессе. В 1928 году украинская театральная труппа «Промень» поставила на сцене Народного Дома спектакли «Грицю», «Мазепа», «Вий» и другие. Сам Мелекесский театр в 1920-е годы ездил на Первый Московский фестиваль агитспектаклей, в жюри которого были Станиславский, Мейерхольд, Вахтангов, Таиров.
В 1930-е город Мелекесс входил в состав Куйбышевского края; вот почему при бывшем Народном доме разместился профессиональный колхозно-совхозный театр Куйбышевского края. К сожалению, время не сохранило его следов, кроме единственной программки, из которой известно, что в 1935 году ставился спектакль по пьесе Островского «Свои люди – сочтёмся».
В годы Великой Отечественной войны, когда Мелекесс превратился в тыловой город, принявший эвакуированных жителей прифронтовой полосы, сцену Народного дома в 1941—1943 годах занял театр музыкальной комедии, эвакуированный из города Житомира. На его базе и колхозно-совхозного театра из рабочего поселка Карсун был организован городской драматический театр — в 1943 году городская газета «Власть труда» сообщила, что 25 декабря, согласно решению Ульяновского облисполкома, состоится открытие Мелекесского профессионального драматического театра показом спектакля «Поздняя любовь» по А. Н. Островскому.
Первое десятилетие театр возглавляла Анна Сергеевна Кальницкая, одновременно являвшаяся и художественным руководителем и режиссёром-постановщиком. Первыми актёрами театра были: Н. А. Дикая, С. Б. Геёнце, Ю. Г. Гилев, М. А. Суходольский, И. И. Мещерякова, Н. П. Колпаков, В. М. Степанова, П. К. Дарьялов, Н. И. Борель, Д. С. Лосик.
С 1955 по 1979 год директором и актёром театра был Георгий Фёдорович Миллер. Он был профессиональным актёром, играл центральные роли в театрах Горького, Уральска, Ульяновска. При нём репертуар театра был богат пьесами А. Н. Островского. В 1979 театр перешёл в городское подчинение.

### Современность
В 1996 году Димитровградский драматический театр на основании Постановления администрации города Димитровграда был переименован в Муниципальное учреждение культуры. С 25 января 2006 года театр именуется МУК «Димитровградский драматический театр имени А. Н. Островского».
В декабре 2003 года, отметив своё 60-летие, Димитровградский драматический театр дал жизнь Первому Театральному фестивалю «Театр — „МУ“» (муниципальное учреждение), участниками которого стали театральные коллективы городов: Москва, Ульяновск, Кострома, Житомир. Димитровградский драматический театр был представлен спектаклем Ж. Сартра «За закрытыми дверями».
17 мая 2003 Димитровградский драматический театр имени А. Н. Островского впервые выступал в Москве на сцене Центрального Дома работников искусств («Малышка Пиаф», режиссёр — Георгий Макаров)
В 2004 году Димитровградский драматический театр имени А. Н. Островского принимал участие в Фестивале малых городов России в Лысьве со спектаклем «За закрытыми дверями».
В марте 2007 года МУК «Димитровградский драматический театр» принимает участие в I Фестивале театров Ульяновской области «Лицедей-2007» со спектаклем «Странная миссис Севидж» (англ. The Curious Savage) по пьесе Дж. Патрика. С этого времени димитровградский театр становится постоянным участником и партнером Областного фестиваля «Лицедей», удостаивается различных премий.
По итогам юбилейного V Фестиваля театров Ульяновской области «Лицедей-2011» премией Губернатора — Председателя Правительства Ульяновской области С. И. Морозова «Продвижение» за наибольшее количество спектаклей, сыгранных в районах области была вручена Димитровградскому драматическому театру имени А. Н. Островского.
В июне 2011 года Димитровградский драматический театр им. А. Н. Островского был приглашен на IX Фестиваль театров малых городов России, который состоялся в городе Балаково Саратовской области. На правах участника фестиваля, на суд жюри и зрителей был представлен спектакль «Женитьба Бальзаминова», поставленный Заслуженным деятелем искусств России Владимиром Рубановым по пьесе А. Островского «За чем пойдёшь, то и найдёшь».
В 2011 году Димитровградский драматический театр им. А. Н. Островского являлся организатором и участником I Межрегионального фестиваля «Театральный АтомГрад» среди профессиональных театров из городов с атомной отраслью (в Димитровграде одним из градообразующих предприятий является ГНЦ «Научно-исследовательский институт атомных реакторов»). Фестиваль проходил с 5 по 12 ноября, в нём принимали участие профессиональные драматические театры, театры оперетты и театры кукол из городов, имеющих объекты атомной отрасли. Фестиваль проводился при поддержке Министерства культуры Российской Федерации, госкорпорации по атомной энергии «Росатом», Союза театральных деятелей Российской Федерации и под патронатом Губернатора — Председателя Правительства Ульяновской области С. Морозова.
В 2012 году Димитровградский драматический театр выиграл Президентский грант на постановку спектакля «Экзекуция». В 2013 году — грант Союза театральных деятелей для постановки спектакля для детей и подростков «Ромео и Джульетта».
С 3 по 10 октября 2013 года состоялся II Межрегиональный театральный фестиваль «Театральный АтомГрад». Кроме того, в 2013 году Димитровградский драматический театр им. А. Н. Островского отметил своё 70-летие.
В 2014 году Димитровградский драматический театр принял в свою труппу беженцев с Украины, в составе работников Луганского академического русского драматического театра им. П. Б. Луспекаева и Донецкого государственного академического музыкально-драматического театра. Именно с приходом в театр главного режиссёра Олега Валерьевича Александрова и главного художника, заслуженного деятеля искусств Украины Владимира Ивановича Медведя связана постановка спектакля «Гроза» по мотивам пьесы А. Н. Островского, которая стала рекордсменом по сборам за всю историю Димитровградского театра. Кроме того, эта постановка взяла пять призов на проходившем в Ульяновске IX региональном фестивале «Лицедей-2015».
С 8 по 15 ноября 2015 года состоялся III Межрегиональный фестиваль «Театральный АтомГрад». Спектакль «Гроза», который представил на фестивале Димитровградский театр стал победителем, обладателем Гран-При. Художник спектакля заслуженный деятель искусств Украины Владимир Медведь стал победителем в номинации «Лучшая сценография».
В 2016 году театр представил спектакль «Гроза» на IV Всероссийском фестивале «Дни Островского в Костроме». Актриса театра Наталия Константинова, исполнительница роли Катерины, стала победительницей в номинации «Лучшая женская роль».
С 2018 года в театре произошла смена руководства. Художественным руководителем театра стала Ольга Панченко. На пост главного режиссёра был приглашён Илья Костинкин, который приступил к своим обязанностям с мая 2018 года.
За 75-й, юбилейный, сезон были поставлены спектакли «Дом где все кувырком» (реж. А. Мельников), «Однажды жил на свете К...» (реж. К. Землянский), «Скупой» (реж. А. Мельников), «Анна Каренина» (реж. И. Костинкин), «Преступление и наказание» (реж. И. Костинкин), «Все сначала» (реж. А. Мельников), «А если завтра нет?» (реж. М. Копылов), «Даша и Снеговик» (реж. И. Костинкин), «Лифт» (реж. И. Костинкин), «Полет над гнездом кукушки» (реж. А. Мельников), «Все что было» (реж. И. Костинкин). 
С мая 2019 года обязанности художественного руководителя исполняет Илья Костинкин в связи с уходом с поста Ольги Панченко по собственному желанию.

## Здание театра
В 1908 году это здание как Народный дом было построено по ходатайству Посадской думы на средства посада Мелекесса, казны и частных пожертвований по проекту самарского архитектора Ивана Михайловича Крестникова (1872—1917). Здание построено в эклектическом архитектурном стиле, оно и сегодня не изменило внутренней планировки, сохранило свои внешние архитектурные формы. Двухэтажное краснокирпичное здание на невысоком цоколе, рельефной кладки, облицовано фигурным кирпичом. Фасад оформлен двумя ризалитами с готическими башенками на верхних прямоугольных выступах, с высокими узкими спаренными арочными окнами. Стены первого этажа прорезаны прямоугольными окнами, второго — арочными. Бывший Народный дом — одно из красивейших по архитектурному оформлению из сохранившихся историко-архитектурных памятников посада конца XIX — начала XX века.
В 2018 году 12 июля театр отпраздновал 110-летие здания театра театрализованным концертом «Юбилей на балконе» в постановке главного режиссёра театра Ильи Костинкина.

## Репертуар
В разные годы в театре были поставлены почти все произведения А. Островского, ставились пьесы А. П. Чехова, М. Горького, других русских классиков. Западная классика была представлена У. Шекспиром, П. Кальдероном, Ж.-Б. Мольером, Ф. Шиллером, Г. Ибсеном, Б. Брехтом, Ф. Г. Лоркой. Нашла своих поклонников и современная драматургия.

### Выдающиеся постановки прошлых лет
- «Поздняя любовь» А. Н. Островского
- «Забавный случай» Гольдони
- «Женитьба Белугина» А. Н. Островского
- «Женитьба Бальзаминова» А. Н. Островского. Режиссёр-постановщик: Георгий Макаров
- «Ревизор» Н. В. Гоголя
- «Светит да не греет» А. Н. Островского
- «Любовь Яровая» К. А. Тренёва
- «Без вины виноватые» А. Н. Островского
- «Сауна» Ирины Васильковой. Режиссёр-постановщик: Алексей Мельников
- «Случайная встреча» Надежды Птушкиной. Режиссёр: Алексей Мельников
- «Не такой, как все». Режиссёр-постановщик: Игорь Малов (г. Минск)
- «Дядюшкин сон». Ф. М. Достоевский. Режиссёр-постановщик: Егор Гришин

- «Экзекуция» (по пьесе Н. В. Гоголя «Женитьба»). Режиссёр-постановщик: Константин Демидов (г. Москва)
- «Мишель» Валентина Азерникова. Режиссёр-постановщик: Елена Епихина (г. Москва)
- «Чехов, Чехов, Чехов!». Режиссёр-постановщик: Георгий Макаров

### Текущий репертуар
ВЕЧЕРНИЕ СПЕКТАКЛИ:
- «Анна Каренина» Лев Толстой. Режиссёр: Илья Костинкин

- «Полет над гнездом кукушки» Кен Кизи. Режиссёр: Алексей Мельников.

- «Преступление и наказание» Фёдор Достоевский. Режиссёр: Илья Костинкин.

- «Все сначала» Антуан Ро. Режиссёр: Алексей Мельников.

- «Лифт» Марина Заславская. Режиссёр: Илья Костинкин.

- «Скупой» Мольер. Режиссёр: Алексей Мельников.

- «Поздняя любовь» Александр Островский. Режиссёр: Илья Костинкин.

- «Все что было» Иван Неизвестный. Режиссёр: Илья Костинкин.

ДЕТСКИЙ РЕПЕРТУАР:
- «Невероятные приключения Мымренка»
- «Чуня имеет право!»
- «Морозко»
- «Одолень трава»
- «Про дочку Кощея»
- «Даша и Снеговик»

ГОТОВЯЩИЕСЯ ПРЕМЬЕРЫ 76-го театрального сезона:
- «Джулия (театр ее жизни)» Сомерсет Моэм. Режиссёр: Илья Костинкин.

- «Счастливый день» Рэй Куни. Режиссёр: Алексей Мельников.

- «Красавица и Чудовище». Режиссёр: Илья Костинкин.

## Труппа
- Александр Анфиногенов, заслуженный работник культуры Ульяновской области
- Альвира Беловодская
- Павел Булгаков
- Андрей Лазарев
- Марина Салина
- Василя Султанова
- Елена Кочетова
- Илья Костинкин (главный режиссёр театра)
- Евгения Костинкина
- Марина Лазарева (балетмейстер театра)
- Елена Лазуренко
- Дмитрий Тохомов
- Мария Таймолкина
- Наталия Григоренко
- Наталья Фролова
- Дамир Маннапов
- Андрей Косарев
- Нина Шкалова, Заслуженный работник культуры Ульяновской области
- Олег Козовников, заслуженный работник культуры Ульяновской области (заведующий труппой театра)
- Ольга Унгурьянова
- Рустем Шайдуллов
- Светлана Чапланова
- Сергей Евдокимов
- Юлия Кустова
- Роман Гаев
- Данил Завьялов
- Полина Буховец
- Иван Семенов

## Работали в театре
- Артемьев Геннадий Михайлович, заслуженный артист России
- Анатолий Попукалов
- Азат Нигматуллин
- Александрова Лариса
- Александр Ильин
- Андрей Иванович Краско
- Владимир Кукушкин
- Давид Саакян
- Дмитрий Тымчук
- Любовь Тирская, Заслуженная артистка РФ
- Людмила Мунирова
- Леонид Генелевич
- Пётр Таширев
- Мария Петрова
- Олег Русин
- Сергей Буркин
- Алексей Мельников (главный режиссёр)
- Егор Гришин (главный режиссёр)
- Олег Александров (главный режиссёр)
- Владимир Медведь, заслуженный деятель искусств Украины (главный художник)